# Appula argenteoapicalis
Appula argenteoapicalis är en skalbaggsart som beskrevs av Fuchs 1961. Appula argenteoapicalis ingår i släktet Appula och familjen långhorningar. Inga underarter finns listade i Catalogue of Life.